# ITF Wien
Das ITF Wien (offiziell: Alpstar Ladies Open Vienna, früher: W 25 Vienna ITF World Tennis Tour) ist ein Tennisturnier der ITF Women’s World Tennis Tour, das in Wien ausgetragen wird.

## Siegerliste

### Einzel
| Jahr                   | Siegerin              | Finalgegnerin       | Ergebnis        |
| ---------------------- | --------------------- | ------------------- | --------------- |
| ↓ Kategorie: $10.000 ↓ |                       |                     |                 |
| 2006                   | Sandra Martinovic     | Lenka Wienerová     | 6:4, 6:3        |
| 2007                   | Darija Jurak          | Teliana Pereira     | 6:1, 1:6, 6:2   |
| 2008                   | Nikola Hofmanova      | Nikola Vajdová      | 6:3, 6:1        |
| 2009                   | Lucie Kriegsmannová   | Nataša Zorić        | 6:4, 6:77, 7:5  |
| 2010                   | Lucie Kriegsmannová   | Zuzana Zálabská     | 6:3, 6:1        |
| 2011                   | Ilona Kremen          | Kateřina Vaňková    | 6:1, 6:1        |
| 2012                   | Barbara Haas          | Amandine Hesse      | 6:1, 6:4        |
| 2013                   | Petra Uberalová       | Kateřina Kramperová | 4:6, 6:2, 6:2   |
| 2014                   | Laura Pous Tió        | Gabriela Pantůčková | 6:76, 6:3, 6:1  |
| 2015                   | Julia Grabher         | Katharina Gerlach   | 6:3, 3:6, 6:1   |
| 2016                   | Mira Antonitsch       | Petra Krejsová      | 3:6, 7:62, 7:62 |
| ↓ Kategorie: $15.000 ↓ |                       |                     |                 |
| 2017                   | Clothilde de Bernardi | Gabriela Pantůčková | 6:1, 6:2        |
| 2018                   | Marta Leśniak         | Francesca Jones     | 6:0, 6:3        |
| ↓ Kategorie: W25 ↓     |                       |                     |                 |
| 2019                   | Tena Lukas            | Miriam Bulgaru      | 5:7, 6:4, 6:3   |
| 2020                   | abgesagt              | abgesagt            | abgesagt        |
| 2021                   | Cristina Dinu         | Sinja Kraus         | 6:3, 6:4        |
| 2022                   | Natália Szabanin      | Tena Lukas          | 7:5, 6:3        |
| ↓ Kategorie: W60 ↓     |                       |                     |                 |
| 2023                   | Tena Lukas            | Miriam Bulgaru      | 7:5, 6:1        |
| ↓ Kategorie: W75 ↓     |                       |                     |                 |
| 2024                   | Tena Lukas            | Lija Karatantschewa | 6:4, 6:1        |

### Doppel
| Jahr                   | Siegerinnen                           | Finalgegnerinnen                               | Ergebnis          |
| ---------------------- | ------------------------------------- | ---------------------------------------------- | ----------------- |
| ↓ Kategorie: $10.000 ↓ |                                       |                                                |                   |
| 2006                   | Martina Babáková Sandra Martinovic    | Franziska Klotz Marlena Metzinger              | 6:2, 6:0          |
| 2007                   | Nikola Hofmanova Teliana Pereira      | Katarína Poljaková Zuzana Zlochová             | 7:61, 6:3         |
| 2008                   | Ľudmila Cervanová Katarína Maráčková  | Laura-Ioana Paar Nikola Hofmanova              | 0:6, 6:3, [13:11] |
| 2009                   | Jana Jandová Monika Kochanová         | Amanda Carreras Raphaela Zotter                | 7:5, 5:7, [16:14] |
| 2010                   | Iveta Gerlová Lucie Kriegsmannová     | Pavla Šmídová Zuzana Zálabská                  | 7:5, 6:3          |
| 2011                   | Simona Dobrá Lucie Kriegsmannová      | Sandra Martinović Janina Toljan                | 6:4, 6:1          |
| 2012                   | Natela Dsalamidse Hanna Schkudun      | Sofija Kowalez Christina Shakovets             | 6:4, 7:5          |
| 2013                   | Michaela Pochabová Rebecca Šramková   | Hiroko Kuwata Hirono Watanabe                  | 7:5, 6:2          |
| 2014                   | Alice Balducci Alice Savoretti        | Kristýna Hrabalová Tereza Janatová             | 7:5, 6:0          |
| 2015                   | Sally Peers Laëtitia Sarrazin         | Ágnes Bukta Janina Toljan                      | 6:1, 6:2          |
| 2016                   | Vivian Heisen Janina Toljan           | Petra Krejsová Anna Slováková                  | 6:3, 6:2          |
| ↓ Kategorie: $15.000 ↓ |                                       |                                                |                   |
| 2017                   | Anastasia Grymalska Dalila Spiteri    | Ana Sofía Sánchez Lucrezia Stefanini           | 0:6, 6:3, [10:8]  |
| 2018                   | Jana Jablonovská Lenka Juricová       | Sabina Machalová Veronika Vlkovská             | 1:6, 6:3, [10:4]  |
| ↓ Kategorie: W25 ↓     |                                       |                                                |                   |
| 2019                   | Vivian Heisen Katharina Hobgarski     | Irene Burillo Escorihuela Andrea Lázaro García | 7:64, 6:4         |
| 2020                   | abgesagt                              | abgesagt                                       | abgesagt          |
| 2021                   | Carolina Meligeni Alves Martyna Kubka | Erika Andrejewa Jekaterina Kasionowa           | 6:71, 6:4, [10:7] |
| 2022                   | Lena Papadakis Anna Sisková           | Živa Falkner Amarissa Tóth                     | 7:68, 6:4         |
| ↓ Kategorie: W60 ↓     |                                       |                                                |                   |
| 2023                   | Irina Bara Weronika Falkowska         | Melanie Klaffner Sinja Kraus                   | 6:2, 2:6, [13:11] |
| ↓ Kategorie: W75 ↓     |                                       |                                                |                   |
| 2024                   | Emily Appleton Estelle Cascino        | Maryna Kolb Nadija Kolb                        | 6:4, 7:61         |

## Quelle
- ITF Homepage